# Dick Rude
Dick Rude (nacido en 1964) es un escritor, director y actor.
Es conocido por su aparición en muchas películas de Alex Cox. Ha dirigido los videos musicales "Catholic School Girls Rule" y "Universally Speaking" para los Red Hot Chili Peppers, así como también el DVD de su concierto en vivo "Off the Map".
Su película más reciente es Let's Rock Again!, un documental sobre Joe Strummer.

## Filmografía

### Actor
- Rock 'n' Roll Hotel (1984)
- Repo Man (1984) - Duke
- The Wild Life (1984) - Eddie
- Night of the Comet (1984) - Stock Boy
- Straight to Hell (1986) - Willy
- Sid y Nancy (1986) - Riker's Guard
- Walker (1987) - Washburn
- Tokyo no kyujitsu (1991) - Johnny Elvis Rotten
- Roadside Prophets (1992) - Two Free Chiflados
- Lolamoviola: Dead Souls (1993) - Hombre
- The GoodTimesKid (2005) - Chico Duro

### Director
- Freaky Styley (1985) (Videoclip de los Red Hot Chili Peppers)
- Fight Like a Brave (1987) (Videoclip de los Red Hot Chili Peppers)
- Off the Map (2001) (DVD en directo de los Red Hot Chili Peppers)
- Universally Speaking (2003) (Videoclip de los Red Hot Chili Peppers)
- Let's Rock Again! (2004) (Documental de Joe Strummer)